# 14909 Камчатка
14909 Камчатка (14909 Kamchatka) — астероїд головного поясу, відкритий 14 серпня 1993 року.
Тіссеранів параметр щодо Юпітера — 3,371.